# حمریت، سوریا
حمریت (به عربی: حمریت) یک روستا در سوریه است که در استان ریف دمشق واقع شده‌است. حمریت ۷۳۷ نفر جمعیت دارد.